# 42. домобранска пешадијска дивизија
42. домобранска пешачка дивизија , позната и као Вражја дивизија, била је пешадијска дивизија хрватског домобранства унутар аустроугарске војске током Првог светског рата. Настала је мобилизацијом почетком рата и спајањем хрватских домобранских пуковнија с подручја Хрватске и Славоније. То је једна од најпознатијих и најозлоглашенијих војних јединица хрватске ратне прошлости. Свој ратни пут почела је на српском ратишту, у Срему, као део снага првог удара. Касније учествује у биткама на Церу и Колубари, а затим је упућена у Галицију. Почетком 1918. године била је пребачена на италијанско ратиште, где остаје до краја рата. 

## Састав
Почетком рата, нападом на Србију, дивизија је изгледала овако:
- 83. пешадијска бригада (Загреб)
  - 25. домобранска пешачка пуковнија (Загреб)
  - 26. домобранска пешачка пуковнија (Карловац)
- 84. пешадијска бригада (Осијек)
  - 27. домобранска пешачка пуковнија (Сисак)
  - 28. домобранска пешачка пуковнија (Осијек)
- 10. домобранска пуковнија хусарска, Вараждин
- 42. пољско-топничка бригада (Загреб)
  - 37. пољско-топничка пуковнија (Загреб)
  - 6. домобранска пољска топничка пуковнија (Загреб)

## Ратни пут

### Напад на Србију — 1914.
Четрдесет друга домобранска дивизија прву концентрацију трупа извршила је 9/10. августа 1914. у селу Забрђу (тада центру општине). Већ наредног дана је дивизија упућена даље преко Дрине на Србију.
У августу 1914. дивизија под командом Стјепана Саркотића је у склопу 13. хрватско-славонског корпуса послата на Србију. Учествовала је у испрва неуспешним операцијама против Србије, форсирању Дрине и каснијем повлачењу. Уследио је други прелаз преко Дрине, ширине 200—500 и дубине 2-6 метара, што је отежавало прелаз војске. Учествовала је у операцијама у Мачви, успешном нападу на Баново Поље, Врбочав, Раденковић и седмодневној бици за Шабац — Сјешнице.
Посебно се по својој суровости на Дринском фронту истакла 25. домобранска пјешачка пуковнија, која је у продору В. Аустро-угарске армије према Ваљеву продрла далеко у залеђе српског оперативног развоја, те заузела Баћиновац, који је бранила готово цела српска дивизија.
Током тог изузетно врућег лета 5. армија изгубила је 600 официра и 22.000 подофицира и војника од почетних 80.000. 15. септембар 1914. г. 42. дивизија је изгубила 40 официра и 2000 војника. Упркос промашајима надређених, пошто се исказао у борбеним дејствима на српском фронту, Саркотић је проглашен витезом 2. Реда гвоздене круне у новембру 1914. те је унапређен. Генерал-мајор гроф Иван Салис Севис је именован за команданта 42. домобранске пешачке дивизије 11. новембар 1914. Водио је дивизију током друге српске офанзиве увек са фронта, која је завршила у одбрани Колубарске линије, након чега је дивизија повучена због одмора, опоравка и попуне. Дивизија се посебно истакла 1915. приликом заузимања Црне Горе. Након преузимања команде јужног фронта од стране надвојводе Еугена, добровољно је препустио читав 13. хрватско-славонски корпус оперативној групи генерала коњице Пфланзер-Балтине, која се борила на Карпатима.
У саставу озлоглашене Вражје дивизије био је значајан број Хрвата и др. Јужних Словена. Најпознатији међу њима био је Јосип Броз Тито, припадник 10. чете 25. пуковније чувене 42. — Вражје дивизије. Из ратног дневнику његове јединице, у овом походу Броз је имао запажену улогу. Учествовао је на главним поприштима ратних окршаја у западној Србији — од Љубовије, Малог Зворника и Лознице до Крупња, Беле Цркве, Столица, Текериша, Ваљева, Мионице, Љига и Лајковца. Учествовао је у борбама на Дрини, Гучеву и Мачковом камену, у великим биткама на Церу и Колубари.

### Галицијско бојиште 1915—1918.
Иван Салис Севис се са својом дивизијом, заједно са целим 13. хрватско-славонским корпусом преселио на галицијско бојиште 24. јануар 1915. Отада су се борили у исцрпљујућим условима карпатске зиме. Једне ноћи у фебруару 1915. једна хрватска пуковнија изгубила је 28 официра и 1.800 људи због промрзлина након што је ноћ морала провести у снегу. Кренула је у акцију северно од Надворна и чувала је леви бок Цзибулкиног корпуса. 42. дивизија је одмах дошла под удар руских козачких бригада, а након тога и њихове две пешачке дивизије. Упркос непријатељској надмоћи, одбацила је непријатељске јединице заједно са 6. пешачком дивизијом кнеза Шонбург-Хартенстеин, који се налазио јужно од положаја 42. дивизије, на обалама реке Ломнице, која се улива у Дњестар код Халича. У фебруару 1915. Салис Севис је продро са дивизијом у Делатин и железницом у Станиславив (данас Ивано-Франковск). Унапређен је у подмаршала 15. фебруара и додељен му је Ред гвоздене круне другог разреда са ратним знамењем. Крајем марта 1915. Салис дивизија је пребачена под команду немачког генерала коњице заједно са још две аустро-угарске дивизије и једном немачком била на положају од реке Прут до Дњестра.
Фебруара 1916. Лука Шњарић постављен за команданта 42. домобранске пешачке дивизије, на положају код Дњестра. Услед Брусиловљеве офанзиве у јуну 1916. Шњарићева дивизија се распала у потпуном нереду. Масовна дезертирања пред руским јуришем у Буковини натерала су Шњарића на очајничко повлачење с малим делом људи. Заједно са целом 7. армијом 42. дивизија је потиснута натраг у Карпате. Накнадно је дивизија попуњена резервама због великих губитака.
Команду је 25. јуна 1917. преузео подмаршал Миховил Михаљевић те је повео дивизију у југоисточну Галицију и Буковину.

### Ратиште на Сочи 1918.
Дана 27. фебруара 1918. дивизија је заједно са својим командантом пребачена у склопу 11. армије на Сочи (место Матарело), на италијанско бојиште, где остаје до краја рата. Од јуна 1918. команду преузима Теодор витез Соретић, под чијим командом дивизија учествује у операцијама на висоравни Сете Коммуни, као и свим осталима до краја октобра 1918. Дивизија је на Сочи имала и своју летачку ескадрилу.
Поступним осипањем позадине и распадом Аустро-Угарске, долази и до расформирања 42. домобранске пешачке дивизије.

## Команданти
Сви команданти 42. дивизије су носили чин подмаршала и били су Хрвати (осим Карла Страцкера, једномесечне замене Иван Салис Севис а .

- Стјепан Саркотић: 1912. — октобар 1914.
- Миховил Михаљевић: Октобар 1914. — 11. новембар 1914.
- Иван Салис Сеевис: 11. новембар 1914. — Данас 1915.
- Карл Страцкер: Април 1915. — мај 1915.
- Иван Салис Сеевис: Мај 1915. — 22. јуни 1915.
- Антон Липошћак: 22. јуни 1915. — фебруар 1916.
- Лука Шњарић: Фебруар 1916. — март 1917.
- Антон Липошћак: Март 1917. — 25. јуни 1917.
- Миховил Михаљевић: јун 1917. — мај 1918.
- Теодор Соретић: Мај 1918. — октобар 1918.